# Buchholz (Balge)
Buchholz ist ein Ortsteil der Gemeinde Balge im Landkreis Nienburg/Weser in Niedersachsen.
Der Ort liegt nordwestlich von Blenhorst an der K 34. Östlich vom Ort erhebt sich der etwa 50 Meter hohe Katzenberg.